# Pterocymbium
Pterocymbium es un género con 20 especies, perteneciente a la subfamilia Sterculioideae dentro de la familia Malvaceae.

## Especies seleccionadas
- Pterocymbium beccarii
- Pterocymbium campanulatum
- Pterocymbium columnare
- Pterocymbium dongnaiense
- Pterocymbium dussandii